# Fets d'Andreu
Els Fets d'Andreu, o també Actes d'Andreu és un text escrit en llengua grega entre els anys 150 i 200, que narra la predicació de l'apòstol Andreu. El text es va perdre i només es conserven uns fragments en grec i un resum que va fer Gregori de Tours en llatí, el Liber miraculorum beati Andreae apostoli escrit al segle vi. Amb el Decret Gelasianum, al segle iv ja va quedar exclòs dels llibres canònics i es considera un apòcrif del Nou Testament.

## Contingut
El text descriu la predicació i els miracles de l'apòstol Andreu a Acaia, a Grècia. Un dels fets que narra és la conversió de Maximil·la, l'esposa del governador romà d'Acaia, Aegates, a la que convenç de viure en castedat. El governador l'empresona i el condemna a morir crucificat a Patras. Des de la creu predica al poble durant tres dies i tres nits. El governador, després de la mort d'Andreu, penedit, es suïcida.
Eusebi afirma que els Fets d'Andreu és un llibre apòcrif. Segons el testimoniatge d'Epifani de Salamina al segle iv, el llibre era usat pels encratits, els apostòlics i els origenistes. Fins al segle ix, el text es va estendre per tot el món cristià, des d'Àfrica i el Pròxim Orient, fins a l'Àsia Menor, Grècia, Itàlia i Espanya, sobretot entre els grups cristians que defensaven el dualisme i l'ascetisme, com ara els maniqueus i els priscil·lians.
Foci, bisbe de Constantinoble al segle ix, creu que Lucius Carinus, deixeble de l'apòstol Joan, va ser l'autor dels Fets d'Andreu. Lucius Carinus hauria escrit altes Fets, que formarien el que Foci en va dir "cercle Leucià" on s'inclourien, a més d'aquest text, els Fets de Joan, els Fets de Pere, els Fets de Pau i els Fets de Tomàs.
Existeix també un altre llibre apòcrif, uns Fets o Acta Andreae et Matthiae apud Anthropophagos, publicats el 1846, que expliquen que Maties va ser fet presoner pels caníbals i Andreu el va alliberar.